# Celá část
Funkce horní celá část a dolní celá část jsou v matematice dvě podobné funkce, které přiřazují reálnému číslu blízké celé číslo. Horní celá část přiřazuje nejbližší větší celé číslo, dolní celá část nejbližší menší celé číslo. Funkcí celá část se nejčastěji myslí dolní celá část, zejména mluví-li se o kladných číslech.

## Dolní celá část

Dolní celá část — graf funkce

Dolní celá část reálného čísla {\displaystyle x}, která se obvykle značí {\displaystyle \lfloor x\rfloor }, představuje největší celé číslo, které je menší nebo rovno číslu {\displaystyle x}.
Symbolicky to lze zapsat takto: Pro {\displaystyle x\in \mathbb {R} } a {\displaystyle n\in \mathbb {Z} } platí {\displaystyle \lfloor x\rfloor =n}, právě když {\displaystyle n\leq x<n+1}.
Tedy například:
- {\displaystyle \lfloor 2{,}3\rfloor =2}
- {\displaystyle \lfloor 5{,}93\rfloor =5}
- {\displaystyle \lfloor -5{,}93\rfloor =-6}
- {\displaystyle \lfloor -3{,}01\rfloor =-4}
- {\displaystyle \lfloor -3\rfloor =-3}
- {\displaystyle \lfloor 3\rfloor =3}

## Horní celá část

Horní celá část — graf funkce

Horní celá část reálného čísla {\displaystyle x}, kterou obvykle značíme {\displaystyle \lceil x\rceil }, představuje nejmenší celé číslo, které je větší než nebo rovno číslu {\displaystyle x}.
Tedy například:
- {\displaystyle \lceil 2{,}3\rceil =3}
- {\displaystyle \lceil 5{,}93\rceil =6}
- {\displaystyle \lceil -5{,}93\rceil =-5}

## Typografie
Symboly funkcí mají podobu hranatých závorek, kterým schází dolní či horní vodorovné čárky.
V LaTeXu slouží k vysázení dolní celé části příkazy \lfloor (levá část) a  \rfloor (pravá část) a k vysázení horní celé části příkazy \lceil a \rceil. Balík amsmath umožňuje jednodušší sazbu pomocí makra \floor{<argument>} pro dolní celou část a \ceil{<argument>} pro horní celou část.
V Unicode existují pro horní a dolní celou část znaky v rozmezí U+2308–U+230B, v HTML pro ně také existují pojmenované entity:
| Znak | Unicode | Dekadická entita | Pojmenovaná entita |
| ---- | ------- | ---------------- | ------------------ |
| ⌈    | U+2308  | &#8968;          | &lceil;            |
| ⌉    | U+2309  | &#8969;          | &rceil;            |
| ⌊    | U+230A  | &#8970;          | &lfloor;           |
| ⌋    | U+230B  | &#8971;          | &rfloor;           |